# Абба Евен
А́бба Евен (івр. אבא אבן; 2 лютого 1915, Кейптаун — 17 листопада 2002) — ізраїльський державний та політичний діяч, міністр закордонних справ Ізраїлю, міністр освіти, посол Ізраїлю в ООН та у США.

## Життєпис
А́бба Евен народився в Кейптауні, в Південній Африці, і переїхав в Англію в ранньому віці. Навчався в гімназії Сент-Олав в лондонському районі Саутерк, потім вступив до Квінс-коледж в Кембриджі на вивчення класики і східних мов, де він домігся великих успіхів. Він згадував, що будучи дитиною, їздив до дідуся додому на кожні вихідні, щоб вивчати іврит і біблійну літературу.
Під час навчання в університеті Евен активно брав участь в Федерації сіоністської молоді та був редактором його ідеологічного журналу «Молодий сіоніст». Після закінчення університету з відзнакою він зайнявся дослідженнями арабської мови та івриту, будучи співробітником Пемброк-коледжу в 1938—1939 роках. З початком Другої світової війни, в грудні 1939 року, влаштувався на роботу до Хаїму Вейцману до Світової організації сіоністів в Лондоні. Через кілька місяців він вступив в британську армію в Єгипті і підмандатної Палестині, ставши офіцером розвідки в Єрусалимі, де дослужився до чину майора. Він координував і готував добровольців опору на випадок німецького вторгнення, служив зв'язковим між союзниками і єврейським ішувом. Спираючись на свої мовні навички, в 1947 році у він переклав з оригіналу на арабському роман Тауфіка аль-Хакіма.

## Політична кар'єра
Евен вільно володів 10 мовами. У 1952 році був обраний віце-президентом Генеральної Ассамблеї ООН.
Евен покинув Сполучені Штати у 1959 році і повернувся в Ізраїль, де він був обраний в кнесет від партії «Мапай». Він працював під керівництвом Давида Бен-Гуріона міністром освіти і культури з 1960 року по 1963, а потім заступником прем'єр-міністра Леві Ешкол до 1966 року. Весь цей період (1959—1966), він також обіймав посаду президента Інституту Вейцмана в Реховоті.
У 1988 році, після трьох десятиліть в кнесеті, він втратив своє місце через внутрішнього чвари в лейбористській партії. Він присвятив усе своє життя написанню книг і викладанню, у тому числі, виступаючи як запрошений науковий співробітник у Принстонському університеті, Колумбійському університеті й Університеті Джорджа Вашингтона.
Абба Евен помер у 2002 році і був похований в Кфар-Шмарьягу, на північ від Тель-Авіва.
Двоюрідний брат Евена, Олівер Сакс — невролог і письменник. Син Абби Евена — Елі Евен, є відомим кларнетистом, який викладає в університеті Індіани. Елі Евен має двох дітей, Яель і Омрі Ебан.

## Нагороди та відзнаки
У 2001 році Евен був удостоєний Державної премії Ізраїлю за життєві досягнення і особливий внесок у розвиток суспільства і держави.

## Автор праць
- Голос Ізраїля. 1957. OCLC 332941 (Voice of Israel)
- Хвиля націоналізма. 1959. OCLC 371099 (The tide of nationalism)
- Мій народ: історія євреїв. 1968. ISBN 0-394-72759-2 (My people: the story of the Jews)
- Моя країна: історія сучасного Ізраїля. 1972. ISBN 0-394-46314-5 (My country: the story of modern Israel)
- Абба Евен: автобіографія. 1977. ISBN 0-394-49302-8 (Abba Eban: an autobiography)
- Нова дипломатія: міжнародні відносини в сучасну епоху. 1983. ISBN 0-394-50283-3 (The new diplomacy: international affairs in the modern age)
- Спадок: цивілізація і євреї. 1984. ISBN 0-671-44103-5 (Heritage: civilization and the Jews)
- Особисте свідчення: Ізраїль моїми очима. 1992. ISBN 0-399-13589-8 (Personal witness: Israel through my eyes)
- Дипломатія нового століття. 1998. ISBN 0-300-07287-2 (Diplomacy for a new century)